# Kloster Grandpré
Kloster Grandpré (Grande Pratum) ist eine ehemalige Zisterzienserabtei in Belgien. Sie liegt in Faulx-les-Tombes in der Gemeinde Gesves in der Provinz Namur, rund 16 km südöstlich von Namur, am Bach Samson.

## Geschichte

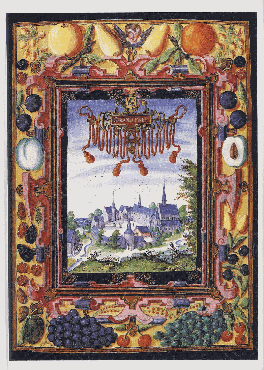
Kloster Grandpré 1604

Das Kloster wurde 1231, zu Ehren Philipp II. Courtenay Markgraf von Namur der 1226 während des Albigenserkreuzzuges gestorben war, als Tochterkloster von Kloster Villers-la-Ville, die selbst der Filiation der Primarabtei Clairvaux angehörte, auf dem Gelände einer seit 1209 bestehenden Grangie von Villers gegründet. Stifter waren Heinrich I. Graf von Vianden und Markgraf von Namur und dessen Frau Margareta von Courtenay. Bereits 1232 wurde die erste Kirche geweiht. Die Abtei blühte nie auf und zählte höchstens 12 bis 15 Mönche und einige Konversen. Im 15. und 16. Jahrhundert fanden mehrere Restaurierungen statt. 1740 wurde das Kloster durch holländische Truppen geplündert. Ende des 18. Jahrhunderts wurden die landwirtschaftlichen Gebäude neu errichtet. 1796 wurde die Abtei aufgelöst und als Nationaleigentum an Jean-Baptiste Paulée, einen Finanzier aus Paris und Douai, verkauft. Bis 1807 wurden die Konventsgebäude abgebrochen. 1992 und 1997 wurden Fassade und Dach der Mühle und ein unterirdischer Kanal unter Denkmalschutz gestellt, was mit dem Torhaus schon 1956 geschehen war.

## Anlage und Bauten
Vom Kloster haben sich neben dem Torhaus nur die landwirtschaftlichen Bauten erhalten. Die Anlage ist für Besucher zugänglich.